# ヨルダン・ファン・デル・ハーフ
ヨルダン・ファン・デル・ハーフ（Jordan van der Gaag、1999年1月3日 - ）は、オランダ・デン・ハーグ出身のプロサッカー選手。UDレイリア所属。ポジションは、ミッドフィールダー。

## クラブ歴
2018年8月12日、0-5で敗れたアウェーのAZ戦でエールディヴィジデビューを果たした。